# Tái sắp xếp

Quá trình tái sắp xếp trong công nghệ sinh học

Tái sắp xếp là sự pha trộn vật liệu di truyền của một loài thành các tổ hợp mới ở các cá thể khác nhau. Một số quá trình khác nhau góp phần cho sự tái sắp xếp, bao gồm sắp xếp nhiễm sắc thể và trao đổi nhiễm sắc thể. Nó đặc biệt được sử dụng khi hai loại virus tương tự đang lây nhiễm cùng một vật liệu di truyền trao đổi tế bào. Cụ thể, sự tái sắp xếp xảy ra giữa các virus cúm, có bộ gen bao gồm tám đoạn RNA khác nhau. Các phân đoạn này hoạt động giống như các nhiễm sắc thể mini và mỗi lần virus virut cúm được lắp ráp, nó đòi hỏi một bản sao của mỗi phân đoạn.
Nếu một vật chủ duy nhất (người, gà hoặc động vật khác) bị nhiễm hai loại virus cúm khác nhau, thì có thể các hạt virus được sắp xếp mới sẽ được tạo ra từ các phân đoạn có nguồn gốc hỗn hợp, một số đến từ một chủng và một số đến từ chủng khác. Chủng tái sắp xếp mới sẽ chia sẻ các thuộc tính của cả hai dòng dõi virus bố mẹ của nó.
Tái tổ chức chịu trách nhiệm cho một số thay đổi di truyền chính trong lịch sử của virus cúm. Các năm 1957 và 1968 đại dịch chủng cúm đã được gây ra bởi sự tái sắp xếp giữa một virus cúm gia cầm và virus của con người, trong khi H1N1 Virus chịu trách nhiệm về đại dịch cúm lợn năm 2009 có một sự pha trộn bất thường của các chuỗi virus cúm heo, chuỗi gen virus cúm gia cầm và cúm ở con người.
Họ reptarenavirus, chịu trách nhiệm đưa bệnh cơ thể vào rắn, cho thấy mức độ đa dạng di truyền rất cao do tái sắp xếp vật liệu di truyền từ nhiều chủng trong cùng một động vật bị nhiễm bệnh.